# La Parisienne (course)
 (octobre 2013).
Pour les articles homonymes, voir La Parisienne.

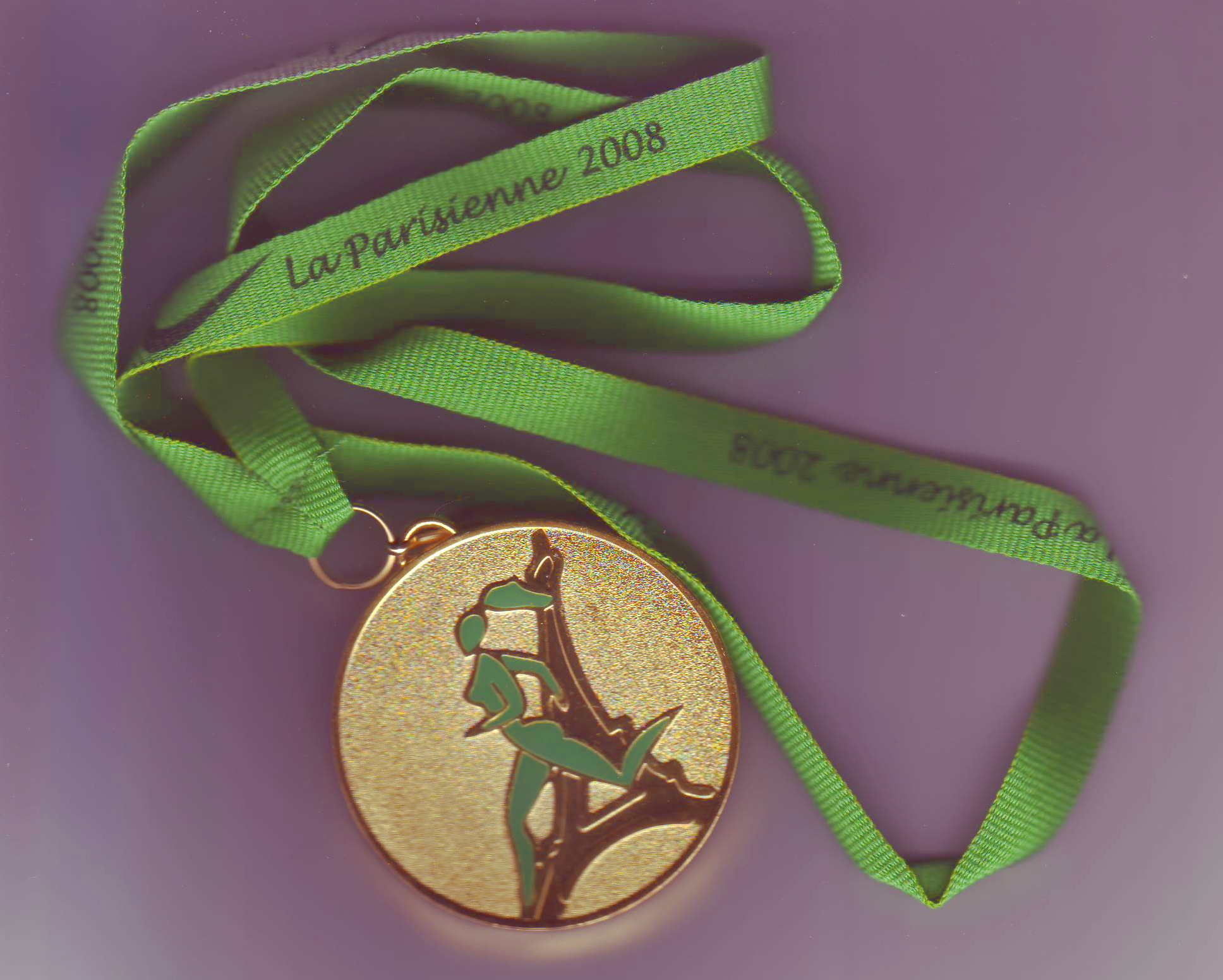
Médaille de l'édition 2008 de la Parisienne, avec le logo de l'évènement.

La Parisienne est une course à pied réservée aux femmes organisée à Paris en septembre (généralement de 2e dimanche du mois) chaque année depuis 1997, sur une distance de l’ordre de 6,7 km. Depuis 2002 son parcours est tracé en plein cœur de Paris. La mairie de Paris, partenaire institutionnel de l’épreuve, apporte son soutien à l’organisation de la course par l’intermédiaire de ses différents services.
Cette course connaît depuis sa création une fréquentation croissante (jusqu’à 40 000 inscrites en 2014), dont une bonne part participent avec leurs collègues de travail, en portant les couleurs de leur entreprise. Elle a développé un état d’esprit qui, plutôt que la compétition, privilégie le plaisir du sport, le bien-être, la féminité et le partage. Autour de la course se tiennent des entraînements, une préparation mentale et physique, de nombreuses animations sur plusieurs jours dans un « village » de stands, et la distribution de cadeaux. Chaque édition est généralement placée sous le parrainage d’une personnalité féminine, la « marraine ».
Depuis 2001 la Parisienne soutient la recherche médicale sur le cancer du sein. Elle permet depuis 2006 à la Fondation pour la recherche médicale de mettre en place des actions de collecte auprès des coureuses et des entreprises inscrites à la course. Les fonds versés à ces organisations sont constitués des ventes de rubans à 1 € que les participantes peuvent faire le choix d'acheter, ou des séances d'entrainement également à 1 €, les droits d'inscription (qui s'élèvent de 40 € à 50 € pour 40 000 participantes) n'étant pas reversés.

## Historique

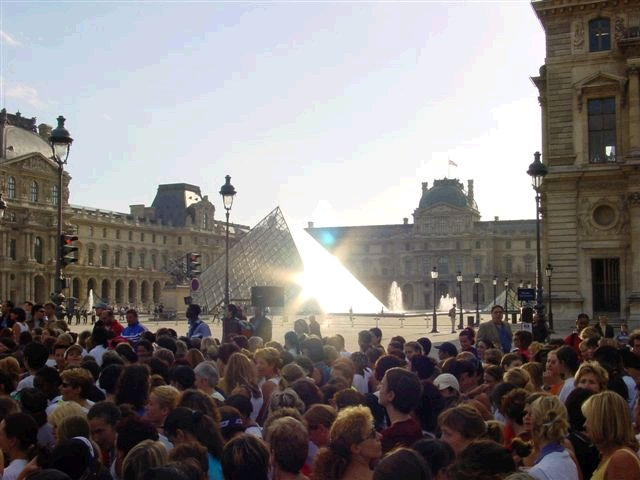
Départ de l’édition 2002, au palais du Louvre.

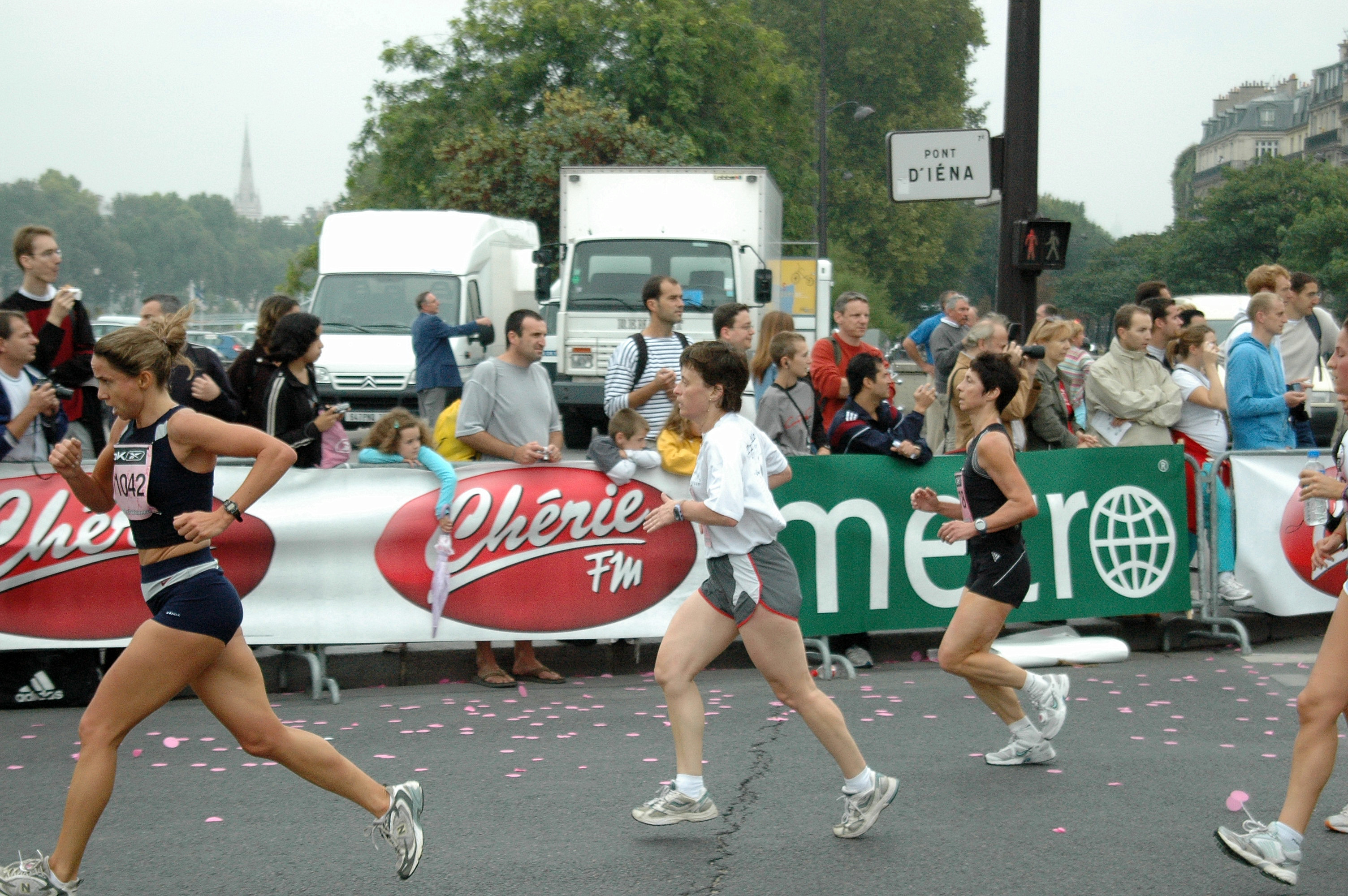
Édition 2006.

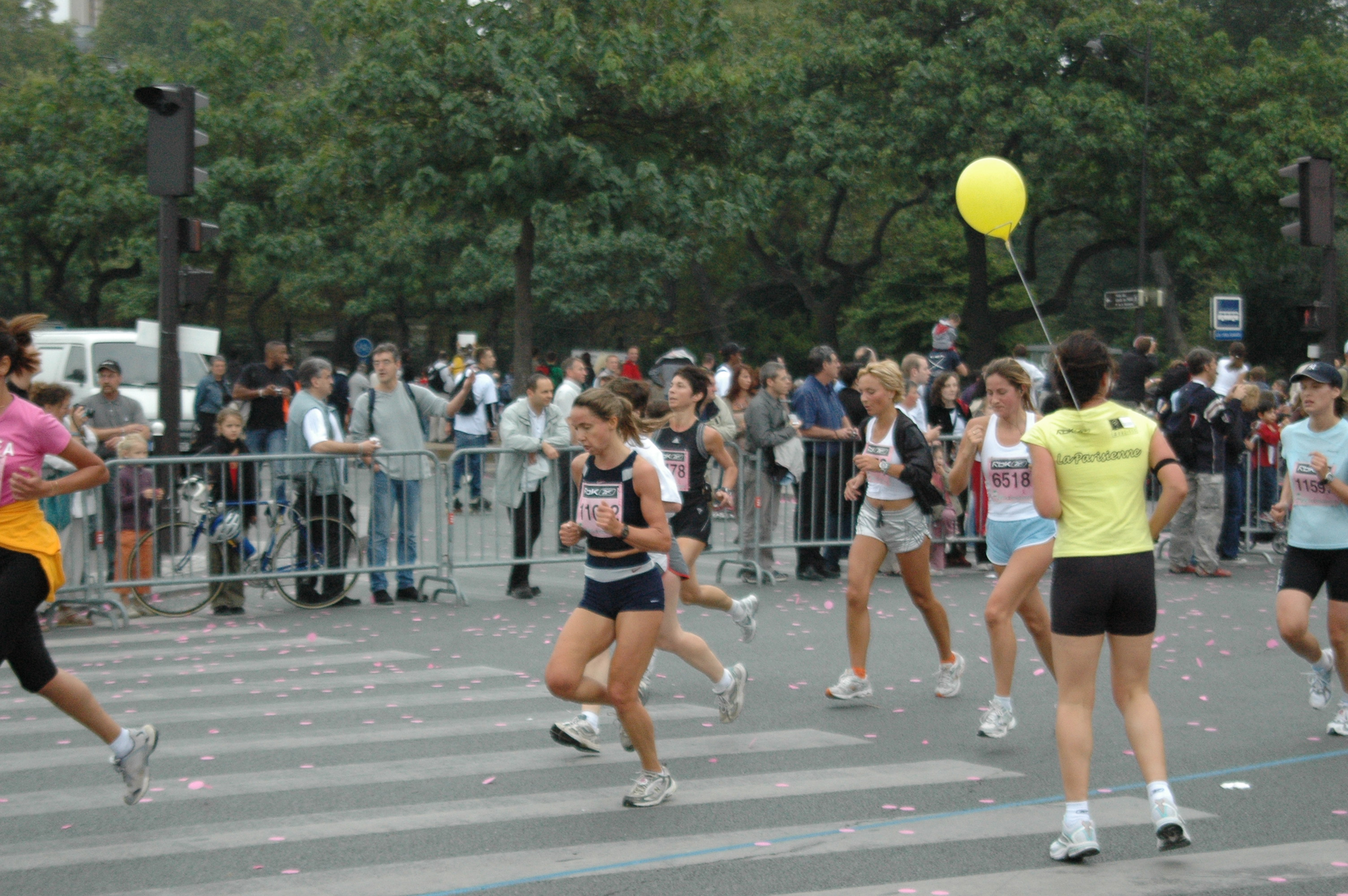
Meneuse d'allure (ballon jaune), lors de l’édition 2006.

La première édition de la Parisienne s'est déroulée le 14 septembre 1997
| Année | Nombre de concurrentes | Distance      | Thème                                     | Marraine                 | Remarques |
| ----- | ---------------------- | ------------- | ----------------------------------------- | ------------------------ | --- |
| 1997  | 1 500                  | 7,5 km        | —                                         | Colette Besson           | Première édition de la Parisienne, créée par Patrick Aknin, avec un parcours de 7,5 km dans les allées du bois de Boulogne. |
| 1998  | 3 000                  |               | —                                         | Félicia Ballanger        | |
| 1999  | 2 800                  |               | —                                         | —                        | |
| 2000  | 2 800                  |               | —                                         | —                        | |
| 2001  | 2 800                  |               | —                                         | Christine Arron          | |
| 2002  | —                      | 7,5 km        | —                                         | Yamna Belkacem           | Première édition dans les rues de Paris, avec la volonté de la mairie de Paris de promouvoir le sport au féminin.           |
| 2003  | 4 400                  |               | —                                         | Isabelle Blanc           | |
| 2004  | 5 400                  |               | —                                         | Christelle Ballestrero   | |
| 2005  | 7 900                  | 6,5 km        | —                                         | Marie-Claude Pietragalla | Distance ramenée de 6,5 à 6,3 km.                                                                                           |
| 2006  | 10 200                 |               | Maroc                                     | Nawal El Moutawakel      | |
| 2007  | 11 000                 |               | Polynésie                                 | Laura Flessel-Colovic    | |
| 2008  | 11 000                 |               | Inde                                      | Maria-Kiran              | |
| 2009  | 15 000                 | 6 km          | Mali                                      | Nantenin Keïta           | |
| 2010  | 19 000                 |               | Brésil                                    | —                        | |
| 2011  | 22 000                 |               | France                                    | —                        | |
| 2012  | 24 000                 |               | Océan Indien                              | Bérengère Krief          | |
| 2013  | 29 000                 | 6,7 km        | Japon                                     | Laure Manaudou           | |
| 2014  | 33 000                 | —             | Californie                                | —                        | |
| 2015  | 30 000                 | 6,7 km        | Voyage celtique                           | —                        | Départ pont d'Iéna, arrivée à l'École militaire via la Tour Eiffel                                                          |
| 2016  | 28 000                 | 6,7 km        | Carnaval                                  | —                        | |
| 2017  | —                      | —             | Caraïbes                                  | —                        | |
| 2018  | 21 413                 | 7 km          | New York City                             | —                        | |
| 2019  | 21 374                 | 7 km          | Far West                                  | —                        | |
| 2020  | —                      | —             | —                                         | —                        | |
| 2021  | 5 544                  | —             | —                                         | —                        | |
| 2022  | 9 309                  | —             | Les années folles                         | —                        | |
| 2023  | 10 964                 | —             | Années 80                                 | —                        | |
| 2024  | 12 369                 | 7 km ou 10 km | FLOWER POWER, retour au temps des Hippies | —                        | |

## Liens
- Site web de l'évènement : la-parisienne.net